# Geringhusen
Geringhusen ist eine Bauerschaft (Weiler), heute ein Ortsteil von Freren, einer Kleinstadt im Landkreis Emsland in Niedersachsen. Die Beestener Straße führt mitten hindurch.
Geringhusen ist eine der sieben Bauerschaften von Freren. In Geringhusen stehen etwa 60 Häuser.
Es gibt den Schützenverein Geringhusen-Setlage-Ostwie von 1722.

## Geschichte
Der Name Geringhusen leitet sich von dem ehemaligen Vollerben Gerdinck ab, dessen Hof schon vor langer Zeit in einzelne Teile aufgelöst worden ist.